# The 1
"The 1" er en sang af den danske X Factor-vinder Martin, der vandt 1. sæson af talentshowet i 2008. Sangen er skrevet af Brinck, vinderen af Dansk Melodi Grand Prix 2009, og blev udgivet den 31. marts 2008.

## Credits
- Skrevet af Brinck
- Produceret, mixet og masteret af Óli Poulsen ved Fix-N-Mix
- Vokaler produceret af Binderup
- Yderligere produktion af Per Sunding ved Tambourine Studios
- Lead vokal af Martin Hedegaard
- Bas, keyboard, guitarer & trommer af Óli Poulsen
- Guitarer af Hans Poulsen
- Baggrundsvokaler af Laura Arensbak Kjærgaard
- String arrangement af Patrik Bartosch
- Violin: Stefan Pöntinen, Maria Knauss, Tove Carlsson, Karin Samuelsson
- Viola: Johanna Skoglund
- Cello: Karin Sandén Berg

## Hitlisteplacering
| Hitliste (2008)    | Højeste placering | Certifikationer | Salg   |
| ------------------ | ----------------- | --------------- | ------ |
| Tracklisten Top-40 | 1                 | 2x Platin       | 60.000 |